# Jozerand
Jozerand település Franciaországban, Puy-de-Dôme megyében. Lakosainak száma 564 fő (2022. január 1.). Jozerand Combronde, Artonne, Champs, Montcel, Saint-Agoulin és Saint-Hilaire-la-Croix községekkel határos.

## Népesség
A település népességének változása:
| Lakosok száma | 505  | 547  | 564  | 554  | 552  | 551  | 549  | 556  | 564  |
|               | 2013 | 2015 | 2016 | 2017 | 2018 | 2019 | 2020 | 2021 | 2022 |